# NGC 46
NGC 46 (ook wel GC 24) is een ster in het sterrenbeeld Vissen.
NGC 46 werd op 22 oktober 1852 ontdekt door de Ierse astronoom Edward Joshua Cooper.